# Solonîțea, Kozelșciîna
Solonîțea (în ucraineană Солониця) este localitatea de reședință a comunei Solonîțea din raionul Kozelșciîna, regiunea Poltava, Ucraina.

## Demografie
Componența lingvistică a localității Solonîțea
     Ucraineană (94,26%)
     Rusă (2,87%)
     Alte limbi (1,62%)
Conform recensământului din 2001, majoritatea populației localității Solonîțea era vorbitoare de ucraineană (94,26%), existând în minoritate și vorbitori de rusă (2,87%) și armeană (1,12%).